# Robert J. Hodrick
Robert J. Hodrick (* 12. September 1950) ist ein US-amerikanischer Wirtschaftswissenschaftler.
Robert J. Hodrick ist Nomura Professor of International Finance an der Columbia Business School. Er erwarb seinen Doktortitel 1976 an der University of Chicago. Sein Spezialgebiet ist die Makroökonomie. Nach ihm ist der Hodrick-Prescott-Filter benannt.